# 天野氏
天野氏（あまのし、あまのうじ）は日本の氏族、藤原南家工藤氏の一族（藤原北家の一族足立遠元を祖とするとも）で、伊豆国田方郡天野郷（現・伊豆の国市天野）に居住した地名を取って天野と称した。天野氏は後に遠江守護となった今川氏と結び、国人勢力として遠江にて共に力を拡大した。遠江国のほか、天野氏の支流が駿河国・相模国・三河国・尾張国・甲斐国・安芸国・能登国等に繁延している。

## 天野氏の発祥（伊豆の天野氏）
遠江権守であった藤原為憲の裔孫という、藤原景光が伊豆国田方郡天野郷に住して天野藤内と称したのが始まりという。その後、平安時代末期から鎌倉時代にかけて、天野氏で活躍したのが景光の子の天野遠景（民部丞）である。治承4年（1180年）の旗揚げ以来源頼朝の懐刀として内政だけではなく、当時の重鎮の一条忠頼、梶原景時、比企能員の暗殺の実行にも関与した。遠景は平家討伐の功績を評価され、文治元年（1185年）には鎮西奉行（初代）に就けられた。しかし、赴任地での反発が強く職を解任されて本貫の地である豆州天野郷に帰ったとされる。

## 遠江天野氏
- 犬居城主の系統と秋葉城主の系統が主要な流れになる。

### 鎌倉時代
天野遠景の子・政景は1221年の承久の乱で活躍し、長門守護職に任命され、遠江国周智郡山香荘（現・静岡県浜松市）を始め、信濃国、相模国の各地に多くの所領を得ることになった。その後、政景の曾孫となる天野経顕（周防七郎左衛門）が遠州山香庄に入って遠江守護今川氏に属した。以後、経顕の系は北遠で勢力を広げ、元弘3年（1333年）の新田義貞の鎌倉攻めに経顕は子の経政とともに新田勢に参陣。これを契機に経顕の一族は建武政権に属した。

### 南北朝時代
しかし、新政権への不満から足利尊氏が後醍醐天皇に反旗を翻すと、同様に不満を持っていた経顕は尊氏に従って行動した。
一方、経顕の弟景光の子政貞は南朝方の新田義貞に従い、義貞・義宗・顕政と新田氏三代に属して南朝に忠節を尽くした。また、経顕の嫡孫景隆（経政の子）も磐田郡の秋葉山に城を構えて南朝の宗良親王を守った。しかし経政景隆は翻身して北朝方となり、遠江守・下野守に任ぜられている。その孫となる景政が遠江国犬居の地頭となり、犬居城を築いて居城とし、のちにつながる犬居天野氏の祖となったのである。
天野氏は南北朝の中期には一族が南朝・北朝に分裂して争うようになった。犬居の天野氏の本宗は今川氏に属して北朝に味方するが、その分家・久頭郷城主天野氏は南朝に属した。秋葉城主の景顕は北朝方今川範国に属するが、その子遠幹（民部少輔）と孫の遠貞はともに南朝方になった。

### 戦国時代
この分裂抗争は戦国時代も継続した。そうした中、秋葉城主景顕の曾孫景貞の系統から天文期（1532年 - 1555年）に虎景（小四郎）が今川義元に属した。その跡職は藤秀（宮内右衛門）が相続。一方、犬居の本領3ヶ村は嫡流の天野景泰（安芸守）が相続し、義元の三河・尾張遠征軍の将として派遣され武功を賞されたが、永禄6年（1563年）に今川氏に背いて所領を没収され、一族の藤秀に犬居の跡職が配された。
天文23年（1554年）には甲斐国の武田氏が信濃伊那郡を制圧し、この頃には武田氏と接触している。
永禄11年（1568年）に今川氏真が駿府城を放棄して掛川城に逃亡と、これに次ぐ翌年の今川氏の滅亡を契機として天野氏は武田氏・徳川氏の抗争に巻き込まれていく。すなわち、天野氏の支配地に信濃と遠江を結ぶ街道が通過し、そのうえ遠江と駿河を結ぶ交通の要衝であったため、武田、徳川両陣営にとって天野氏の去就は注目の的であった。
藤秀の子で、当時の犬居城主だった天野景貫（宮内左衛門）は、遠江を手中に収めようとする徳川家康に従う素振りを見せたが、甲斐の武田氏と結託する密約が存在、景貫の根回しにより、多くの遠江北辺の郷士が信玄に従属することになる。
武田勢力が遠江に及んできた元亀2年（1571年）、徳川氏を離反した形で武田勝頼に従属する。これにより家康から、何度も居城の犬居城を攻撃され、奮戦するものの、支えきれず犬居城から退去、甲斐国の武田氏を頼ることになる。ここに300年に渡って遠江北部を支配した、遠江天野氏は滅亡することになる。

### 犬居開城以後
その後、天正10年（1582年）3月、織田・徳川連合軍による甲州征伐により武田氏は滅亡する。天野景貫は相模国小田原北条氏を頼り、佐竹氏との戦いに従事するが、その没年は不明である。その後、天野氏一族は離散したが、同族の安芸天野氏は毛利氏に、三河天野氏は徳川氏に従って家臣として存続した。また故郷の遠江国や由来のある伊豆国・相模国・甲斐国では帰農し郷士となった者もいる。徳川氏に従った者の末裔には、江戸時代中期尾張藩に仕えた歴史学者の天野信景がいる。

## 三河天野氏
天野景貫には天野正貫という兄がおり、その系統が三河国で勢力を拡大した。また天野正貫、天野景貫兄弟の大叔父に天野定景という人物がおり、その子孫に“どちへんなき”の天野康景が出た。天野康景は徳川家康の家臣として活躍し、興国寺城主となり大名になったが、1607年に家臣をかばって逐電した。その後息子が旗本となり、家系は続いた。

## 安芸天野氏
鎌倉時代に安芸国志芳郷（現在の志和盆地）に下向し、国人勢力に成長した安芸天野氏であったが、その勢力は大きく2つの流れに分かれていた。金明山天野氏（志芳堀天野氏）と生城山天野氏（志芳東村天野氏）であった。
なお、中世後期の記録に登場する安芸国の有力国人の1つ保利氏は、堀（＝保利）を支配していた金明山天野氏の別名であると考えられている（保利氏と天野氏が併記される史料において、天野氏が生城山天野氏を指すことからも推定可能である）。

### 金明山天野氏
天野政貞から始まる天野氏で、政貞と生城山初代の天野顕義とは従兄弟である。政貞は南北朝の争乱では新田義貞に従って北朝と戦った。嫡男を失っていた政貞は新田義顕の息子を養子として迎え、天野顕政と名乗らせた。南朝の勢力が衰えると、一族の所領があった安芸国志芳堀荘に下向、金明山城を居城とした。
その後も南朝方として活動したが、天野顕元の代に北朝に転じて、大内氏傘下の安芸国国人として勢力を扶植した。後に生城山天野氏からも養子を迎え、その天野元貞は1512年、毛利興元の呼び掛けによって、石見国・安芸国の国人高橋元光や吉川元経、近隣の平賀弘保、小早川弘平、安芸国南部の阿曽沼弘秀や矢野城主で水軍を抱える野間興勝、そして生城山天野氏の天野興定と国人一揆契約を結んだ。2つの天野氏は対等な存在であり、前述のように生城山天野氏と区別するために「保利（氏）」とも称されるようになった。
元貞の子には月山富田城代として尼子再興軍から城を守った天野隆重や、その弟で1551年の大寧寺の変で、大内義隆を最後まで守って討死した天野隆良がいる。隆重の子天野元明の家は、元明末弟の天野元信が継ぐが、元信は1605年に萩城築城の遅れの責任を取らされ、岳父の熊谷元直と共に処刑された（五郎太石事件）。後述にように隆重の子孫の別系統はその後も存続するものの、嫡流とされた元信一族の処刑時に家伝文書が多く喪われたことから事実上の断絶であり、後世において本来は対等の存在である生城山天野氏の方が安芸天野氏の宗家であると誤解される原因ともなっていると評価する研究者もいる。隆重のもう一人の子、天野元祐は、毛利元就の命で天野隆良の養子となり、月山富田城や備中松山城を守った。1584年に隆重が死去すると、家督は天野元嘉が継いだ。1600年の関ヶ原の戦いの後、毛利氏が防長2国に移封されると、それに従い長州藩士として江戸時代まで続く。

### 生城山天野氏
天野顕義の時に安芸国志芳荘（旧志和町、現東広島市）に下向して米山城を築いて居城とした。生城山天野氏は鎌倉時代から室町時代にかけて同地を中心に勢力を扶植し、1462年には天野家氏が足利義政の命を受け河内国に出陣する等、活発な軍事行動により安芸国内での勢力を伸ばした。そして大内氏に従って安芸国の国人として勢力を拡大させた。
1467年から始まる応仁の乱では、大内政弘に従って山名宗全軍に参加。畿内各地を転戦した。大内氏に従属する立場に変わりはなかったが、徐々に安芸国人としての意識が強くなっていたようで、当主の天野興定は先述のように1512年に安芸国人で一揆契約を結んでいる。
出雲国の尼子経久が大内領であった備後国・安芸国に進出してくると、国人一揆衆の多くは尼子氏に従った。しかし、この背反を快く思わない大内義興・大内義隆親子は安芸に出陣し、天野興定の居城の米山城に陶興房の軍勢を差し向けて、包囲攻撃するに及んだ。天野氏の苦境を察した毛利元就が大内義興に和睦の仲介を行い、開城して降伏の運びとなった。後に興定は米山城に復帰して、1540年には毛利元就が籠もる吉田郡山城を攻撃する尼子氏に対抗すべく、援軍として出陣している（吉田郡山城の戦い）。翌1541年に天野興定は死去して、子の天野隆綱が家督を継いだ。
1551年に大寧寺の変で大内義隆が自害すると、天野隆綱は陶隆房の傀儡当主大内義長に従った。しかし1555年の厳島の戦いに際しては毛利元就に従って活躍するも、同年に死去。隆綱には子が無く、弟の天野元定が天野氏を継いだ。しかしその天野元定も、1569年に病死した。元定にも男子がおらず、結局毛利元就の七男・毛利元政が婿養子として迎えられ天野氏を相続、天野元政を名乗った。元政は後に毛利に復姓し、右田毛利氏の祖となった。天野氏は元政の子が継ぎ、江戸時代も続いた。

### 人物
- 天野顕義 … 父は天野遠顕、母は（法号）聖円[2]。子に顕氏、ほか名前不詳の2名がいる[2]。通称、讃岐権守[2]。建武3年（1336年）11月27日に死去、享年52[2]。法名は雄峯寺満山了円[2]。安芸国志芳庄雄峯寺に葬られた[2]。
- 天野顕氏 … 父は天野顕義、母は（法号）浄智。子に顕忠がいる。通称讃岐守。永徳3年（1383年）2月15日に死去。享年70。法名は英徳寺泰翁智真。安芸国志芳庄雄峯寺に葬られた[2]。
- 天野顕忠 … 天野顕氏の子。子に顕房がいる。通称蔵人、入道昌儀。応永5年（1398年）4月10日に死去。享年66。法名は高徳寺浄阿常清。安芸国志芳庄雄峯寺に葬られた[2]。
- 天野顕房 … 天野顕忠の子。子に顕勝がいる。通称は六郎、讃岐守。応永30年（1423年）2月19日に死去。享年73。法名は月輪寺覚正峰高。安芸国志芳庄高徳寺に葬られた[2]。
- 天野顕勝 … 天野顕房の子。子に家氏、弘真がいる。名前は儀顕とも、讃岐守、讃岐入道。永享3年（1431年）6月28日に筑前国志摩郡深江での戦いで戦死。享年60。法名は徳昌寺英山崇雄。安芸国志芳庄雄芳寺に葬られた[2]。
- 天野家氏 … 天野顕勝の子。妻は天野元胤の娘、宝池院。子に弘氏がいる。通称は六郎、讃岐守。寛正4年（1463年）7月17日に死去。享年74。法名は瑤樹院玄山紹機。安芸国志芳庄徳昌寺に葬られた[2]。
- 天野弘氏 … 天野家氏の子。子に興次、元貞がいる。通称は四郎、兵衞大夫、讃岐守。長享2年（1488年）4月23日に死去。享年80。法名は天明院永樹一照。安芸国志芳庄雄峯寺に葬られた[2]。
- 天野興次 … 天野弘氏の子。妻は天野元範の娘。兄弟に天野民部大輔元氏のあとを継いだ元貞がおり。子に興定、興与がいる。別名、自在丸、六郎、民部太輔、讃岐守。大永5年（1525年）3月29日に死去。享年79。法名は長徳院天陽機心。安芸国志芳庄長徳寺に葬られた[2]。
- 天野興定 … 天野興次の子。
- 天野隆綱 … 天野興定の子。
- 天野元定 … 父は天野興定。母は天野元貞の娘。隆綱の弟。妻は阿曽沼弘秀の娘。子に天野元政妻の娘がいる。兄・隆綱にあとつぎとなる子どもがいなかったため、毛利元就の推挙により、弘治2年（1556年）10月に家督を相続する。1569年（永禄12年）5月16日に死去。享年79。法名は閑明寺心月宗円。安芸国志芳庄高立寺に葬られた[2]。
- 天野元政 … 実父は毛利元就。天野元定の婿。

## 能登天野氏
天野政景の後裔に天野遠政がおり、南北朝の争乱では足利尊氏に従って戦功を挙げ、能登国で地頭に任ぜられた。子孫は能登天野氏として能登守護の能登吉見氏やその後に守護となった能登畠山氏の重臣として活動した。

## 現代の天野を名字とする著名人
- 天野幸夫（山梨県出身、落語家三遊亭小遊三の本名。本人が出演しているテレビ演芸番組『笑点』で、「天野」が自身を指す呼び名にもなっている。田ノ下や椎名も同様の理由による）
- 天野之弥（神奈川県出身、外交官僚、国際原子力機関(IAEA)事務局長）
- 天野万利（神奈川県出身、外交官僚、経済協力開発機構(OECD)事務次長）
- 天野祐吉（東京都出身、コラムニスト、雑誌「広告批評」主宰者）
- 天野ひろゆき（愛知県出身、タレント、お笑い芸人「キャイ〜ン」）
- 天野喜孝（静岡県出身、画家、キャラクターデザイナー、イラストレーター）
- 天野尚（日本の写真家、実業家、元競輪選手、ADA社長）